# Sportovní lezení na Letních olympijských hrách 2024 – lezení na rychlost žen
Soutěž žen v lezení na rychlost na olympijských hrách v Paříži 2024 se konala od 5. do 7. srpna 2024. Kvalifikační závody s prvním kolem proběhly 5. srpna, finálové závody 7. srpna.

## Výsledky

### Kvalifikace
| Pořadí | Sportovkyně                       | Země                   | Dráha A | Dráha B | Nejlepší čas | Poznámky |
| ------ | --------------------------------- | ---------------------- | ------- | ------- | ------------ | -------- |
| 1.     | Aleksandra Mirosławová            | Polsko                 | 6,06    | 6,21    | 6,06         | WR       |
| 2.     | Emma Huntová                      | Spojené státy americké | 6,79    | 6,36    | 6,36         | PB       |
| 3.     | Aleksandra Kałucká                | Polsko                 | 6,47    | 6,389   | 6,389        | PB       |
| 4.     | Čou Ja-fej                        | Čína                   | 6,54    | 6,389   | 6,389        | PB       |
| 5.     | Teng Li-ťüan                      | Čína                   | 6,43    | 6,40    | 6,40         | PB       |
| 6.     | Desak Made Rita Kusumaová Dewiová | Indonésie              | 6,52    | 6,45    | 6,45         |          |
| 7.     | Rajiah Sallsabillahová            | Indonésie              | 6,67    | 6,58    | 6,58         | PB       |
| 8.     | Leslie Romerová Pérezová          | Španělsko              | 6,94    | 6,89    | 6,89         |          |
| 9.     | Piper Kellyová                    | Spojené státy americké | 7,47    | 7,39    | 7,39         |          |
| 10.    | Capucine Viglioneová              | Francie                | 9,72    | 7,53    | 7,53         |          |
| 11.    | Beatrice Colliová                 | Itálie                 | 8,18    | 10,51   | 8,18         |          |
| 12.    | Sarah Tetzlaffová                 | Nový Zéland            | 8,39    | 8,64    | 8,39         | PB       |
| 13.    | Manon Lebonová                    | Francie                | 9,09    | pád     | 9,09         |          |
| 14.    | Aniya Holderová                   | Jihoafrická republika  | 9,61    | 9,12    | 9,12         | PB       |

### 1. kolo
| Dvojice | Dráha | Sportovkyně                       | Země                   | Čas  | Poznámky |
| ------- | ----- | --------------------------------- | ---------------------- | ---- | -------- |
| 1       | A     | Aleksandra Mirosławová            | Polsko                 | 6,10 | Q        |
| 1       | B     | Aniya Holderová                   | Jihoafrická republika  | 9,36 |          |
| 2       | A     | Emma Huntová                      | Spojené státy americké | 6,38 | Q        |
| 2       | B     | Manon Lebonová                    | Francie                | 7,07 |          |
| 3       | A     | Aleksandra Kałucká                | Polsko                 | 6,65 | Q        |
| 3       | B     | Sarah Tetzlaffová                 | Nový Zéland            | 8,41 |          |
| 4       | A     | Čou Ja-fej                        | Čína                   | 6,55 | Q        |
| 4       | B     | Beatrice Colliová                 | Itálie                 | 6,84 | PB       |
| 5       | A     | Teng Li-ťüan                      | Čína                   | 6,48 | Q        |
| 5       | B     | Capucine Viglioneová              | Francie                | 6,86 |          |
| 6       | A     | Desak Made Rita Kusumaová Dewiová | Indonésie              | 6,38 | Q        |
| 6       | B     | Piper Kellyová                    | Spojené státy americké | 8,43 |          |
| 7       | A     | Rajiah Sallsabillahová            | Indonésie              | pád  | q        |
| 7       | B     | Leslie Romerová Pérezová          | Španělsko              | 7,26 | Q        |

### Vyřazovací část
|  | Čtvrtfinále                             | Čtvrtfinále              |                              |                              | Semifinále               | Semifinále  |  |  | Finále | Finále |
|  |                                         |                          |                              |                              |                          |             |  |  |        |        |
|  |                                         |                          |                              |                              |                          |             |  |  |        |        |
|  |                                         |                          |                              |                              |                          |             |  |  |        |        |
|  | Aleksandra Mirosławová (POL)            | 6,35                     |                              |                              |                          |             |  |  |        |        |
|  | Aleksandra Mirosławová (POL)            | 6,35                     |                              |                              |                          |             |  |  |        |        |
|  | Leslie Romerová Pérezová (ESP)          | 7,06                     |                              |                              |                          |             |  |  |        |        |
|  | Leslie Romerová Pérezová (ESP)          | 7,06                     | Aleksandra Mirosławová (POL) | 6,19                         |                          |             |  |  |        |        |
|  |                                         |                          | Aleksandra Mirosławová (POL) | 6,19                         |                          |             |  |  |        |        |
|  |                                         | Aleksandra Kałucká (POL) | 6,34 PB                      |                              |                          |             |  |  |        |        |
|  | Aleksandra Kałucká (POL)                | Aleksandra Kałucká (POL) | 6,34 PB                      | 6,49                         |                          |             |  |  |        |        |
|  | Aleksandra Kałucká (POL)                |                          |                              | 6,49                         |                          |             |  |  |        |        |
|  | Čou Ja-fej (CHN)                        | 6,58                     |                              |                              |                          |             |  |  |        |        |
|  | Čou Ja-fej (CHN)                        | 6,58                     | Aleksandra Mirosławová (POL) | 6,10                         |                          |             |  |  |        |        |
|  |                                         |                          | Aleksandra Mirosławová (POL) | 6,10                         |                          |             |  |  |        |        |
|  |                                         | Teng Li-ťüan (CHN)       | 6,18 PB                      |                              |                          |             |  |  |        |        |
|  | Emma Huntová (USA)                      | Teng Li-ťüan (CHN)       | 6,18 PB                      | 7,98                         |                          |             |  |  |        |        |
|  | Emma Huntová (USA)                      |                          |                              | 7,98                         |                          |             |  |  |        |        |
|  | Rajiah Sallsabillahová (INA)            | 6,54 PB                  |                              |                              |                          |             |  |  |        |        |
|  | Rajiah Sallsabillahová (INA)            | 6,54 PB                  | Rajiah Sallsabillahová (INA) | 6,41 PB                      | Třetí místo              | Třetí místo |  |  |        |        |
|  |                                         |                          | Rajiah Sallsabillahová (INA) | 6,41 PB                      | Třetí místo              | Třetí místo |  |  |        |        |
|  |                                         | Teng Li-ťüan (CHN)       | 6,38                         |                              |                          |             |  |  |        |        |
|  | Desak Made Rita Kusumaová Dewiová (INA) | Teng Li-ťüan (CHN)       | 6,38                         | 6,369 =PB                    | Aleksandra Kałucká (POL) | 6,53        |  |  |        |        |
|  | Desak Made Rita Kusumaová Dewiová (INA) |                          |                              | 6,369 =PB                    | Aleksandra Kałucká (POL) | 6,53        |  |  |        |        |
|  | Teng Li-ťüan (CHN)                      | 6,363 PB                 |                              | Rajiah Sallsabillahová (INA) | 8,24                     |             |  |  |        |        |
|  | Teng Li-ťüan (CHN)                      | 6,363 PB                 |                              |                              | 8,24                     |             |  |  |        |        |
|  |                                         |                          |                              |                              |                          |             |  |  |        |        |
|  |                                         |                          |                              |                              |                          |             |  |  |        |        |

## Celkové pořadí
| Pořadí           | Sportovkyně                             |
| ---------------- | --------------------------------------- |
| Zlatá medaile    | Aleksandra Mirosławová (POL)            |
| Stříbrná medaile | Teng Li-ťüan (CHN)                      |
| Bronzová medaile | Aleksandra Kałucká (POL)                |
| 4.               | Rajiah Sallsabillahová (INA)            |
| 5.               | Emma Huntová (USA)                      |
| 6.               | Desak Made Rita Kusumaová Dewiová (INA) |
| 7.               | Čou Ja-fej (CHN)                        |
| 8.               | Leslie Romerová Pérezová (ESP)          |
| 9.               | Beatrice Colliová (ITA)                 |
| 10.              | Capucine Viglioneová (FRA)              |
| 11.              | Manon Lebonová (FRA)                    |
| 12.              | Sarah Tetzlaffová (NZL)                 |
| 13.              | Piper Kellyová (USA)                    |
| 14.              | Aniya Holderová (RSA)                   |